# Wiesław Szlachta
Wiesław Szlachta (ur. 1937 w Turzy Śląskiej) − polski pianista i pedagog muzyczny.

## Życiorys
Pochodzi z rodziny górniczej, uczęszczał do Liceum Ogólnokształcącego w Wodzisławiu Śląskim. Absolwent Państwowej Szkoły Muzycznej Braci Szafranków w Rybniku w klasie fortepianu Karola Szafranka) oraz Akademii Muzycznej w Katowicach w klasie prof. Stefani Allinówny. W latach 1967–1969 studiował w nowojorskiej Juilliard School w klasie Beveridge Webster.
Brał udział w festiwalach, m.in. Festiwalu Wagnerowskim w Bayreuth, Festiwal Warszawska Jesień i Międzynarodowym Festiwalu Chopinowskim w Dusznikach-Zdroju.
W latach 1969–1979 prowadził klasę fortepianu w PWSM w Katowicach, gdzie do jego uczniów należał m.in. Jerzy Sterczyński. Od 1979 wykładał w Królewskim Konserwatorium w Liège oraz Akademii Muzycznej w Waremme (Belgia). W roku 1986 został mianowany profesorem nadzwyczajnym w Chapelle Musicale Reine Elisabeth w Brukseli.
Jest dyrektorem artystycznym Forum Młodych Instrumentalistów im. Braci Szafranków w Rybniku.